# ドコモ・ヨーロッパ
ドコモ・ヨーロッパ・リミテッド（DOCOMO Europe Limited）はNTTドコモの海外子会社のひとつである。

## 事業内容
事業所はイギリス、ドイツ、フランス（DOCOMO Europe (France) S.A.S.）、オランダ（DOCOMO i-mode Europe B.V.）にあり、現地の日本法人や現地長期滞在邦人に対する携帯電話、モバイルネットワークのコンサルティング、NTTドコモの国際ローミングサービスであるWORLD WINGのサポートを行っている。その他に現地でのモバイルマルチメディアにおける調査、iモード事業の海外展開、第4世代携帯電話の現地での調整などを行っている。
イギリスにおいてはa2network社のイギリスにおけるMVNOサービスである「ベリーモバイル」の提供を行っている。ノキア製の携帯電話に日本語対応のファームウェアをいれた携帯電話で、日本語Eメール、SMSなどが対応している。
2009年11月2日からは英国でのベリーモバイルサービスに対しiチャネルを提供している。

## ドコモサポートデスク ロンドン
2009年5月29日よりロンドン三越店1階に「ドコモサポートデスク ロンドン」を開設し、上記のベリーモバイルの紹介のほかに以下のサポートも実施している。
- 短期渡航者のサポート業務として、WORLD WING端末などの充電、操作方法の説明や現地での盗難・紛失のサポート。
- 日本帰国が決まった在留者や赴任者に対するドコモ新規契約の受付。事前に電話番号が分かるほか、成田国際空港・中部国際空港・関西国際空港で端末を受け取ることが可能になる。

| ドコモサポートデスク ロンドン | ドコモサポートデスク ロンドン                                                |
| ----------------------------- | ---------------------------------------------------------------------------- |
| 住所                          | Dorland House,14-20 Regent Street, London,SW1Y 4PH, U.K.（ロンドン三越 1階） |
| 電話番号                      |                                                                              |
| 営業時間                      | ～土：午前10時～午後6時30分 日：午前10時30分～午後4時30分                    |